# Arca (schip)
De MS Arca is een Nederlands schip dat wordt bemand en beheerd door de Rijksrederij. Het wordt onder andere ingezet voor metingen en oliebestrijding. Het vaart in opdracht van de Kustwacht.